# James Dean (Fernsehfilm)
James Dean ist eine US-amerikanische Filmbiografie über James Dean aus dem Jahr 2001 mit James Franco in der Hauptrolle.

## Handlung
Ein Leben auf der Überholspur endet jäh, als am 30. September 1955 mit James Dean das Vorbild und die Identifikationsfigur einer ganzen Generation bei einem Autounfall stirbt. Der Film zeigt das kurze Leben des rebellischen Schauspielers – z. B., wie er zu seinen Rollen in … denn sie wissen nicht, was sie tun, Giganten oder Jenseits von Eden kam. Neben Deans Arbeit als Schauspieler wird auch das bisher unbekannte Leben des privaten James Dean gezeigt.

## Zum Aufbau
Der Film bringt am Ende einen Hinweis auf die Natur des Gezeigten, das insgesamt der Wirklichkeit nahestehe: „Most of this film was based on fact… some was an educated guess.“ (Deutsch: „Das meiste in diesem Film hat auf Tatsachen beruht… manches war eine fundierte Vermutung.“)

## Auszeichnungen
- Eddie – Best Edited Motion Picture for Commercial Television – Anthony Gibbs
- BFCA-Award – Best Actor in a Picture Made for Television – James Franco
- Artios – Best Casting for TV Movie of the Week – Nancy Foy
- Emmy – Outstanding Art Direction for a Miniseries, Movie or a Special – Robert Pearson, Marc Dabe und Leslie McCarthy-Frankenheimer
- Emmy – Outstanding Supporting Actor in a Miniseries or a Movie – Michael Moriarty
- Golden Globe Award/Bester Hauptdarsteller – Mini-Serie oder TV-Film – James Franco

Alle Auszeichnungen wurden 2002 verliehen.
Der Film brachte es darüber hinaus zu Nominierungen für den Screen Actors Guild Award (einmal), für den Emmy (weitere neunmal) und für den Directors Guild of America Award.

## Kritik
„Das gewollt-ambitionierte Porträt einer schwierigen Persönlichkeit, das die Unzulänglichkeiten des Stars dem lebenslangen Konflikt mit dem Vater zuschreibt. Ein detailfreudiges Biopic, das sich weitgehend mit Oberflächen-Phänomenen befasst und dessen durchaus engagierter Darsteller von Buch und Regie im Stich gelassen wird, so dass Deans Persönlichkeit letztlich nicht begreifbarer wird.“